# ダーク・ホース (曲)
「ダーク・ホース」（Dark Horse）は、1974年11月18日に発売されたジョージ・ハリスンのシングルである。日本では、1975年3月20日にリリースされた。

## 概要
アメリカでは、アルバム『ダーク・ホース』からの1枚目のシングルとしてリリースされて、『ビルボード』誌で最高位15位、『キャッシュボックス』誌では最高位19位だった。アメリカ盤のB面は、オリジナル・アルバム未収録曲「アイ・ドント・ケア・エニーモア」。イギリスでは、「ディン・ドン」が『ダーク・ホース』からの1枚目のシングルとなったため、1975年に2枚目のシングルとしてリリースされたが、チャート入りしていない。
表題曲のレコーディングは、アメリカ・ツアーが目前になっても終わらなかったため、ツアーのリハーサルと同時進行で行われた。後にジョージと結婚するオリヴィア・アライアスもコーラスで参加している。

## 収録曲
- ダーク・ホース (Dark Horse)
- アイ・ドント・ケア・エニーモア (I Don't Care Anymore) (米)
- ハリズ・オン・トゥアー (Hari's On Tour) (英・日)

## 参加ミュージシャン
- ジョージ・ハリスン - ボーカル、ギター
- ロベン・フォード - ギター
- ビリー・プレストン - エレクトリックピアノ
- ウィリー・ウィークス - ベース
- アンディ・ニューマーク - ドラムス
- エミル・リチャーズ - パーカッション
- チャック・フィンドレー - フルート
- ジム・ホーン - フルート
- トム・スコット - フルート
- ジム・ケルトナー - ハイハット
- ロン・ヴァン・イートン - バッキング・ボーカル
- デレク・ヴァン・イートン - バッキング・ボーカル
- オリヴィア・アライアス - バッキング・ボーカル